# کاسای دونو
کاسای دونو ((به ژاپنی: 葛西殿); تولد ۱۲۳۳، مرگ ۱۳۱۷ میلادی؛ در میانه دوره کاماکورا یکی از اعضای خاندان هوجو بود. دختر ارشد هوجو شیگه‌توکی (تولد ۱۱۹۸) و همسر پنجمین شیکن، هوجو توکی‌یوری و مادر هشتمین شیکن هوجو توکیمونه و برادر وی هوجو مونه‌ماسا بود. وی همچنین خواهر هوجو شیگه‌توکی (تولد ۱۱۹۸) بود.